# Vlčí Habřina
Vlčí Habřina je obec v okrese Pardubice v Pardubickém kraji. Žije zde 330 obyvatel. Do správního území obce zasahuje přírodní památka Černý Nadýmač.

## Historie
První písemná zmínka o obci pochází z roku 1436.

## Obyvatelstvo
| Rok            | 1869 | 1880 | 1890 | 1900 | 1910 | 1921 | 1930 | 1950 | 1961 | 1970 | 1980 | 1991 | 2001 | 2011 | 2021 |
| -------------- | ---- | ---- | ---- | ---- | ---- | ---- | ---- | ---- | ---- | ---- | ---- | ---- | ---- | ---- | ---- |
| Počet obyvatel | 411  | 510  | 511  | 504  | 490  | 459  | 453  | 389  | 431  | 393  | 361  | 328  | 320  | 309  | 311  |
| Počet domů     | 61   | 62   | 65   | 70   | 76   | 82   | 88   | 103  | 101  | 99   | 97   | 115  | 116  | 117  | 122  |

## Obecní správa

### Obecní symboly
Znak a vlajka byly obci uděleny rozhodnutím předsedy Poslanecké sněmovny Parlamentu České republiky dne 18. března 2003.